# Clecq
Le Clecq est une rivière française, qui coule dans le département de l'Indre, en région Centre-Val de Loire, et un affluent de la Claise, donc un sous-affluent de la Loire par la Creuse et la Vienne.

## Géographie
La rivière naît au nord-ouest de la commune d'Azay-le-Ferron, au lieu-dit la Péchoire, à 138 m d'altitude, et se dirige dès lors vers le sud. Son confluent avec la Claise est situé sur le territoire de la commune de Martizay.

### Communes et cantons traversés
Le Clecq traverse le département de l'Indre, en passant par les deux communes d'Azay-le-Ferron, Martizay.
Soit en termes de cantons, le Clecq prend source dans le canton de Mézières-en-Brenne et conflue dans le canton de Tournon-Saint-Martin, le tout dans l'arrondissement du Blanc.

### Bassin versant
Le Clecq traverse une seule zone hydrographique « La Claise du rau des cinq Bondes (NC) au Clercq » (L613) de 34 km2 de superficie. Ce bassin versant est constitué à 71,09 % de « territoires agricoles », à 23,62 % de « forêts et milieux semi-naturels », à 3,53 % de « territoires artificialisés ».

### Organisme gestionnaire
Le syndicat mixte d’aménagement de la Brenne, de la Creuse, de l’Anglin et de la Claise (SMABCAC) est l'organisme gestionnaire du cours d'eau.

## Affluent
La rivière Le Clecq a un seul affluent référencé
- le Clecq[2] (rd[note 1]), 1,6 km sur les deux communes d'Azay-le-Ferron (confluence) et Obterre (source).

Pourtant Géoportail signale aussi deux rus en rive droite.

### Rang de Strahler
Son rang de Strahler est donc de deux.

## Aménagements et écologie

### Pêche et poissons
Le cours d'eau est de deuxième catégorie[réf. nécessaire] ; les poissons susceptibles d’être péchés sont : ablette, barbeau commun, black-bass à grande bouche, brème, brochet, carassin, gardon, goujon, perche, poisson-chat, rotengle, sandre, silure et tanche[réf. nécessaire].